# Airas Nuñes
Airas Nuñes (c. 1230 - c. 1289) a fost poet, trubadur și preot spaniol.
Născut în Galicia, poemele și cântecele le-a scris în galiciano-portugheză, limbă din care ulterior s-a dezvoltat galiciana.
După ce și-a încheiat cariera clerică, devine poet de curte sub domnia lui Alfonso al X-lea al Castiliei (cel Înțelept) și a fiului acestuia, Sancho al IV-lea al Castiliei.
Airas Nunes a fost unul dinte colaboratorii lui Alfonso cel Înțelept la crearea poemelor adunate sub titlul Cantigas de Santa María ("Cântări pentru Sfânta Maria").